# Елберта (Юта)
Елберта (англ. Elberta) — переписна місцевість (CDP) в США, в окрузі Юта штату Юта. Населення — 180 осіб (2020).

## Географія
Елберта розташована за координатами 39°58′37″ пн. ш. 111°57′8″ зх. д. / 39.97694° пн. ш. 111.95222° зх. д. (39.976976, -111.952150).  За даними Бюро перепису населення США в 2010 році переписна місцевість мала площу 35,43 км², з яких 35,36 км² — суходіл та 0,07 км² — водойми.

## Демографія
Згідно з переписом 2010 року, у переписній місцевості мешкало 256 осіб у 68 домогосподарствах у складі 54 родин. Густота населення становила 7 осіб/км².  Було 74 помешкання (2/км²).
Расовий склад населення:
| - 69,5 % — білих - 27,0 % — осіб інших рас |

До двох чи більше рас належало 3,5 %. Частка іспаномовних становила 32,4 % від усіх жителів.
За віковим діапазоном населення розподілялося таким чином: 37,1 % — особи молодші 18 років, 53,9 % — особи у віці 18—64 років, 9,0 % — особи у віці 65 років та старші. Медіана віку мешканця становила 25,0 року. На 100 осіб жіночої статі у переписній місцевості припадало 115,1 чоловіків;  на 100 жінок у віці від 18 років та старших — 123,6 чоловіків також старших 18 років.
За межею бідності перебувало 7,2 % осіб, у тому числі 0,0 % дітей у віці до 18 років та 24,2 % осіб у віці 65 років та старших.
Цивільне працевлаштоване населення становило 77 осіб. Основні галузі зайнятості: сільське господарство, лісництво, риболовля — 28,6 %, мистецтво, розваги та відпочинок — 20,8 %, освіта, охорона здоров'я та соціальна допомога — 19,5 %.